# Нижняя Горца
Нижняя Горца — деревня в Юрьянском районе Кировской области в составе Загарского сельского поселения.

## География
Находится на расстоянии примерно 3 километра на северо-восток от поселка Мурыгино.

## История
Известна с 1671 года как деревня Окуловская (позже Окуловская Гарца или Горца) с 3 дворами. В 1764 году учтено в ней 109 жителей. В 1873 отмечено дворов 7 и жителей 87, в 1905 13 и 86, в 1926 21 и 115, в 1950 15 и 79, в 1989 постоянных жителей не учтено.

## Население
Постоянное население  составляло 0 человек в 2002 году, 3 в 2010.